# Skylanders: Imaginators
Skylanders: Imaginators è il sesto e ultimo capitolo della serie principale di Skylanders, pubblicato il 13 ottobre 2016 in Australia e Nuova Zelanda, il 14 ottobre 2016 in Europa e il 16 ottobre 2016 in Nord America per le console Wii U, PlayStation 3, PlayStation 4, Xbox 360 e Xbox One e Nintendo Switch. Per la prima volta, non vengono realizzate versioni per Nintendo Wii e Nintendo 3DS, né per i dispositivi mobili.
La novità di questo gioco risiede nel dare la possibilità ai giocatori di creare il proprio personaggio personalizzato, chiamato appunto Imaginator, grazie ai cosiddetti "Cristalli della Creazione". Il gioco include anche i nuovi Skylander Sensei, che fungono da maestri capaci di insegnare agli Imaginator delle nuove mosse. Sia i Sensei che gli Imaginator sono suddivisi in classi di combattimento, oltre che per elemento. Ciascuno dei 10 elementi ha 3 Cristalli della Creazione, per un totale di 30 cristalli.

## Trama
Molto tempo fa, gli Antichi usarono la "Magia Mentale" per creare le Skylands e tutto ciò che vi è di magico in esse, per poi nasconderla in un luogo sicuro per evitare che finisse in mani sbagliate. Tuttavia, al giorno d'oggi, l'antagonista della serie Kaos è riuscito a scoprirne il nascondiglio e, facendo uso della Magia Mentale, tenta di dare vita al suo esercito di soldati super potenti, chiamati "Doomlander". 
I Padroni dei Portali (i giocatori), muniti della loro immaginazione, dovranno dare vita ai propri Skylander per combattere l'esercito di Kaos, affiancati anche dai maestri Sensei, degli Skylander molto potenti inviati da Eon per allenare gli Imaginator e riportare di nuovo la pace nelle Skylands.

## Modalità di gioco
Il gioco si presenta in modo del tutto simile ai suoi predecessori e prevede l'esplorazione, il combattimento con i nemici e la risoluzione di rompicapi. Per poter giocare sono necessarie le statuette dei personaggi che, una volta poste sul Portale del Potere, prenderanno vita nel gioco. Vi è anche il minigioco di "Scontro di Creazioni", una rivisitazione del gioco di carte "Pietracielo" apparso in Skylanders: Giants.
La novità principale del gioco è quella di poter creare il proprio personaggio personalizzato, chiamato Imaginator, grazie all'utilizzo dei Cristalli di creazione: una volta posti sul Portale del Potere essi daranno la possibilità al giocatore di iniziare la creazione del personaggio cominciando dalla classe di appartenenza che determinerà gli attacchi del personaggio; in seguito si passerà alla scelta delle singole parti del corpo che comporranno l'Imaginator, incluse il tono della voce, la personalità e il nome. Tutti gli elementi di personalizzazione sono contenuti all'interno dei Forzieri di Imaginite sparsi per tutto il gioco: l'Imaginite è suddivisa in 4 livelli di importanza (Comune, Raro, Epico, Supremo) e consente anche di sbloccare pezzi per la creazione di specifici set a tema.
Durante la creazione del proprio Imaginator, i giocatori devono scegliere la classe di combattimento da assegnare al personaggio. La scelta è definitiva, ciò vuol dire che non può essere cambiata: infatti i Cristalli della Creazione non possono essere resettati al contrario degli Skylanders (se non con qualche espediente non ufficiale).
In aggiunta agli Imaginator il gioco introduce anche i Maestri Sensei, ovvero degli Skylander molto potenti che fungono da allenatori degli Imaginator e che possiedono degli attacchi speciali detti "Sky-Chi" che possono essere sbloccati quando ci si imbatte in un Tempio dei Sensei di una classe specifica: quando la classe del Sensei coincide con quella del Tempio allora l'attacco Sky-Chi potrà essere sbloccato. 10 di questi Sensei sono i cattivi già apparsi in Skylanders: Trap Team che in questo caso risiedono dalla parte dei buoni.
Appaiono come Sensei anche due personaggi speciali, ovvero Crash Bandicoot e Dr. Neo Cortex, i quali permettono di sbloccare un livello aggiuntivo (co-sviluppato da Vicarious Visions) ispirato ai primi giochi della serie di Crash Bandicoot.

## Personaggi
I personaggi sono in totale 31, suddivisi sia per elemento che per classe di combattimento:

### Fuoco
- Ember - Sentinella
- Flare Wolf - Bazookista
- Tae Kwon Crow - Ninja (doppiato da Francesco Mei)

### Terra
- Barbella - Sentinella (doppiata da Emanuela Pacotto)
- Tri-Tip - Picchiatore (doppiato da Pietro Ubaldi)
- Golden Queen - Stregone

### Aria
- Air Strike - Attaccabrighe
- Wild Storm - Cavaliere
- Bad Juju - Avventuriero (doppiata da Elisabetta Cesone)

### Acqua
- King Pen - Attaccabrighe (doppiato da Diego Baldoin)
- Tidepool - Pistolero
- Grave Clobber - Attaccabrighe

### Vita
- Ambush - Cavaliere (doppiato da Renzo Ferrini)
- Boom Bloom - Ninja
- Chompy Mage - Bazookista (doppiato da Oliviero Corbetta)
- Crash Bandicoot - Attaccabrighe

### Magia
- Buckshot - Arciere (doppiato da Stefano Pozzi)
- Mysticat - Stregone
- Pain-Yatta - Picchiatore

### Non-Morti
- Chopscotch - Picchiatore (doppiata da Serena Clerici)
- Pit Boss - Stregone
- Wolfgang - Arciere (doppiato da Claudio Moneta)

### Tecnica
- Chain Reaction - Avventuriero
- Ro-Bow - Arciere
- Dr. Neo Cortex - Stregone (doppiato da Silvano Piccardi)
- Dr. Krankcase  - Pistolero (doppiato da Diego Sabre)

### Luce
- Aurora - Avventuriero
- Blaster Tron - Cavaliere

### Buio
- Starcast - Ninja
- Hood Sickle  - Sentinella

### Kaos
È inoltre presente anche la statuetta di Kaos, che può usare mosse proveniente da tutte le classi di combattimento.